# Artur Albrecht
Wilhelm Artur Albrecht (Penzig, 15 december 1903 – Waalsdorpervlakte, 21 maart 1952) was een Duitse officier en oorlogsmisdadiger en met Andries Pieters de laatste Duitse oorlogsmisdadiger die in Nederland daadwerkelijk de doodstraf kreeg.
Albrecht werkte voor de Tweede Wereldoorlog als politiecommandant in Duitsland. Vanaf 1935 was hij in dienst bij de Gestapo. Tijdens de oorlog had hij de rang Hauptsturmführer binnen de SS. In september 1944 werd hij vanuit Gent overgeplaatst naar Leeuwarden, waar hij het Aussenkommando van de Sicherheitsdienst en Sicherheitspolizei leidde. Hij was in die functie verantwoordelijk voor de handhaving van de orde in de provincie Friesland. In die functie was hij actief en passief betrokken bij marteling en executies van verdachten. Albrecht is verantwoordelijk voor de executie van tientallen gevangenen, met name als represaille voor geslaagde acties van het verzet, zoals de represaille in Dokkum.
Op 5 mei 1945 werd Albrecht in Aerdenhout gearresteerd verkleed als onderofficier. Hij werd door het Bijzonder Gerechtshof van Leeuwarden ter dood veroordeeld. Op 21 maart 1952 werd Albrecht samen met Andries Pieters gefusilleerd op de Waalsdorpervlakte. Dit was de laatste voltrekking van een doodvonnis in Nederland.

## Carrière
- SS-Hauptsturmführer: 20 april 1942[1]
- SS-Obersturmführer: 9 november 1938[1]
- SS-Untersturmführer:[1]

## Lidmaatschapsnummers
- NSDAP-nr.: 2 196 252[1] (lid geworden 1 april 1933)
- SS-nr.: 272617[1] (lid geworden 20 april 1936)

## Onderscheidingen[2]
- Dienstonderscheiding van de Politie, 2e Klasse (18 dienstjaren)
- Anschlussmedaille
- Kruis voor Oorlogsverdienste, 2e Klasse met Zwaarden